# Al Haynes
Alfred Clair Haynes (31 de agosto de 1931-25 de agosto de 2019) fue un piloto de línea aérea estadounidense. Voló para United Airlines, y en 1989 llamó la atención internacional como el capitán del vuelo 232 de United Airlines, que se estrelló en Sioux City, Iowa, después de sufrir una pérdida total de los controles de vuelo. Tras recuperarse y volver al servicio como piloto, Haynes se retiró de United Airlines en 1991 y posteriormente se convirtió en orador público sobre seguridad en la aviación.

## Biografía
Al Haynes nació a las 7:20 pm el 31 de agosto de 1931 en la casa familiar en Paris, Texas. Fue el tercer hijo de Herbert Clair Haynes (17 de agosto de 1896 - 15 de febrero de 1972) y Fannie Temperance Baker (12 de abril de 1896 - 30 de julio de 1991). Su padre trabajaba como gerente de distrito de una compañía telefónica y su madre era ama de casa. En 1940, la familia se mudó a Dallas, Texas, donde Haynes asistió a la escuela secundaria Woodrow Wilson. Haynes asistió a Texas A&M College (ahora Texas A&M University) antes de unirse al Cuerpo de Marines de los Estados Unidos. Se convirtió en primer teniente y fue piloto instructor. Sirvió hasta 1956 y luego se unió a United Airlines. donde ascendió de rango durante los siguientes 35 años. Se retiró en 1991.

### Carrera Militar
Haynes perdió su aplazamiento del servicio militar obligatorio mientras se tomaba un semestre libre de Texas A&M, mientras Estados Unidos participaba en la guerra de Corea y decidió unirse al Cuerpo de Marines de Estados Unidos. Pasó cuatro años en la Infantería de Marina, sirviendo como piloto.

## Carrera de vuelo en United Airlines
En 1956, Haynes se unió a United Airlines después de su servicio en tiempos de guerra. Durante la mayor parte de su carrera en United Airlines, se desempeñó como ingeniero de vuelo o copiloto, y rechazó ofertas de promoción porque habrían requerido mudarse de Seattle. Sin embargo, en 1985, aceptó un ascenso a Capitán, porque pronto se acercaría a la jubilación y su pago de jubilación se basaría en su salario en los últimos cinco años.

### Vuelo 232 de United Airlines
El 19 de julio de 1989, Haynes era el Capitán del Vuelo 232 de United Airlines, piloteando un DC-10, un gran avión trijet, que transportaba a 296 pasajeros y tripulantes. El avión había salido de Denver hacia Chicago, con destino final a Filadelfia, pero experimentó una falla catastrófica en el motor trasero, lo que provocó una pérdida de fluido hidráulico. Sin fluido hidráulico, Haynes y su tripulación de vuelo no podrían mover las aletas y el timón del avión y casi todas las demás superficies de control. 
Sin los controles de vuelo, el avión comenzó a girar a la derecha descendiendo, una tendencia que persistió durante el resto del vuelo. Haynes redujo el empuje en el motor izquierdo (#1), permitiendo que el empuje diferencial del motor derecho (#3) nivelara la aeronave. 
Un piloto fuera de servicio, Dennis Edward Fitch, se unió a Haynes y su copiloto, William Roy Records, y al ingeniero de vuelo, en la cabina de vuelo. 
El avión fue desviado a Sioux City para un aterrizaje de emergencia. Con su capacidad muy limitada para controlar el avión, Haynes tuvo dificultades para alinearse en una pista y realizar el paso crucial de reducir la velocidad y aterrizar con la nariz hacia arriba. En consecuencia, el avión se acercó a la pista a casi el doble de la velocidad de aterrizaje deseada, lo que resultó en un aterrizaje muy pesado con daños catastróficos en la estructura del avión. Luego, el avión se rompió en pedazos cuando se salió de la pista y el combustible restante estalló en llamas. Como se puede escuchar en la grabación del vuelo de la cabina, fue la intervención de Fitch la que finalmente llevó el avión al aeropuerto. 
184 personas sobrevivieron al aterrizaje forzoso. 32 murieron por inhalación de humo, 80 murieron por lesiones traumáticas. Haynes y sus colegas quedaron atrapados en la cabina. Treinta minutos después del aterrizaje forzoso, los rescatistas identificaron la cabina y rescataron a la tripulación de vuelo. La mayoría tenía heridas leves, excepto Denny Fitch, que casi muere tras sufrir múltiples fracturas y otras lesiones en los órganos. Haynes creía que cinco factores contribuyeron al grado de éxito en Sioux City, suerte, comunicaciones, preparación, ejecución y cooperación. 
Haynes volvió al servicio de vuelo después de su recuperación.

## Carrera después de United Airlines

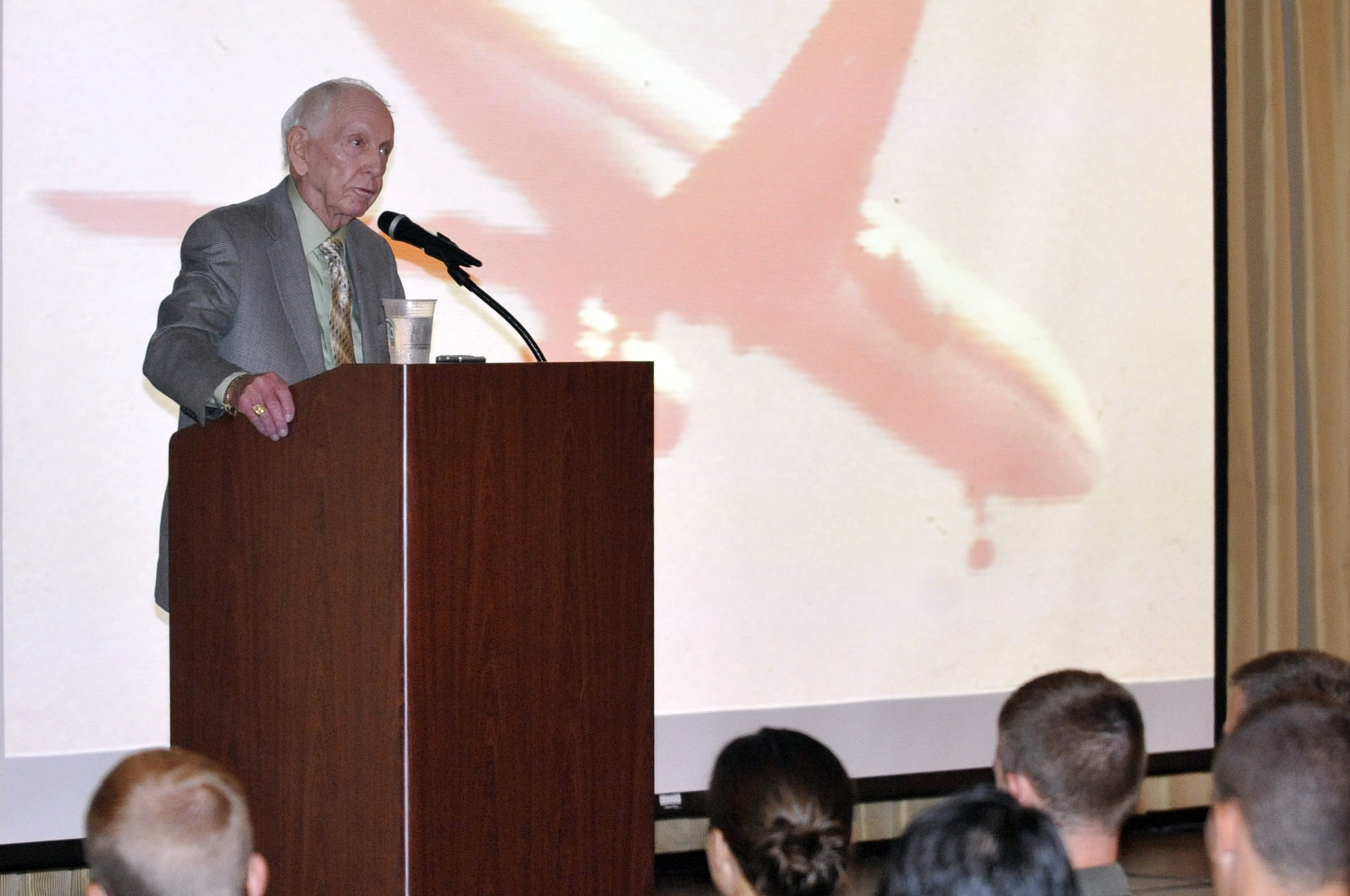
Al Haynes dando un discurso en el 305° Ala de Movilidad Aérea en 2012

Según la emisora NPR, "Haynes es ampliamente visto como un héroe entre los expertos en aviación, similar a Chesley "Sully" Sullenberger y su "Milagro en el Hudson"
También fue árbitro voluntario de las ligas menores de béisbol durante más de 33 años y locutor de estadios de fútbol americano en la escuela secundaria durante más de 25 años. Fue árbitro en la Serie Mundial de Pequeñas Ligas de 1978.
Sin embargo, la tragedia golpeó a Haynes en 1996 cuando su hijo mayor Anthony Clair "Tony" Haynes murió en un accidente de motocicleta. Tres años después, su esposa durante 40 años, Darlene Flora Sumovich (11 de enero de 1933 - 18 de julio de 1999), murió de una rara infección un día antes del décimo aniversario del accidente del vuelo UA232.
En reiteradas ocasiones se refirieron a él como un héroe, pero se negó a decir que era uno. Le dio todo el crédito a los asistentes de vuelo, quienes creía que no recibieron suficiente crédito por el trabajo que hicieron.

## Premios
- Muro de honor del Smithsonian
- Premio Dr. Earl Weiner[6]

## Fallecimiento
Haynes murió el 25 de agosto de 2019 en un hospital de Seattle después de una breve enfermedad, seis días antes de cumplir ochenta y ocho años y treinta y siete días después del 30.º aniversario del incidente del vuelo 232. United Airlines emitió un comunicado agradeciéndole "sus excepcionales esfuerzos a bordo del vuelo UA232".